# Immagini vive
Immagini vive è un film per la televisione del 1974 diretto da Ansano Giannarelli.

## Trama
L'infanzia di Ada Guareschi cresciuta nel piccolo paese di Arigna in Valtellina. Sin da bambina impara a sottostare e a rispettare l'autorità dei genitori e della maestra, del parroco e del medico. Vorrebbe emanciparsi ma la sua condizione di donna le assegna il ruolo di casalinga: sistemare i letti, lavare i panni, cucinare, preparare in tavola, lavare i piatti, cucire e rammendare.
Gli uomini del paese sono i veri capifamiglia e non possono svolgere nessuna attività domestica. Il loro lavoro li porta a viaggiare, a conoscere nuove città, a cercare nuovi lavori, mentre la vita di Ada e delle altre donne si svolge sempre nello stesso luogo e nello stesso modo, schiave delle tradizioni, della superstizione e dell'ignoranza.